# Wole (tarczyca)

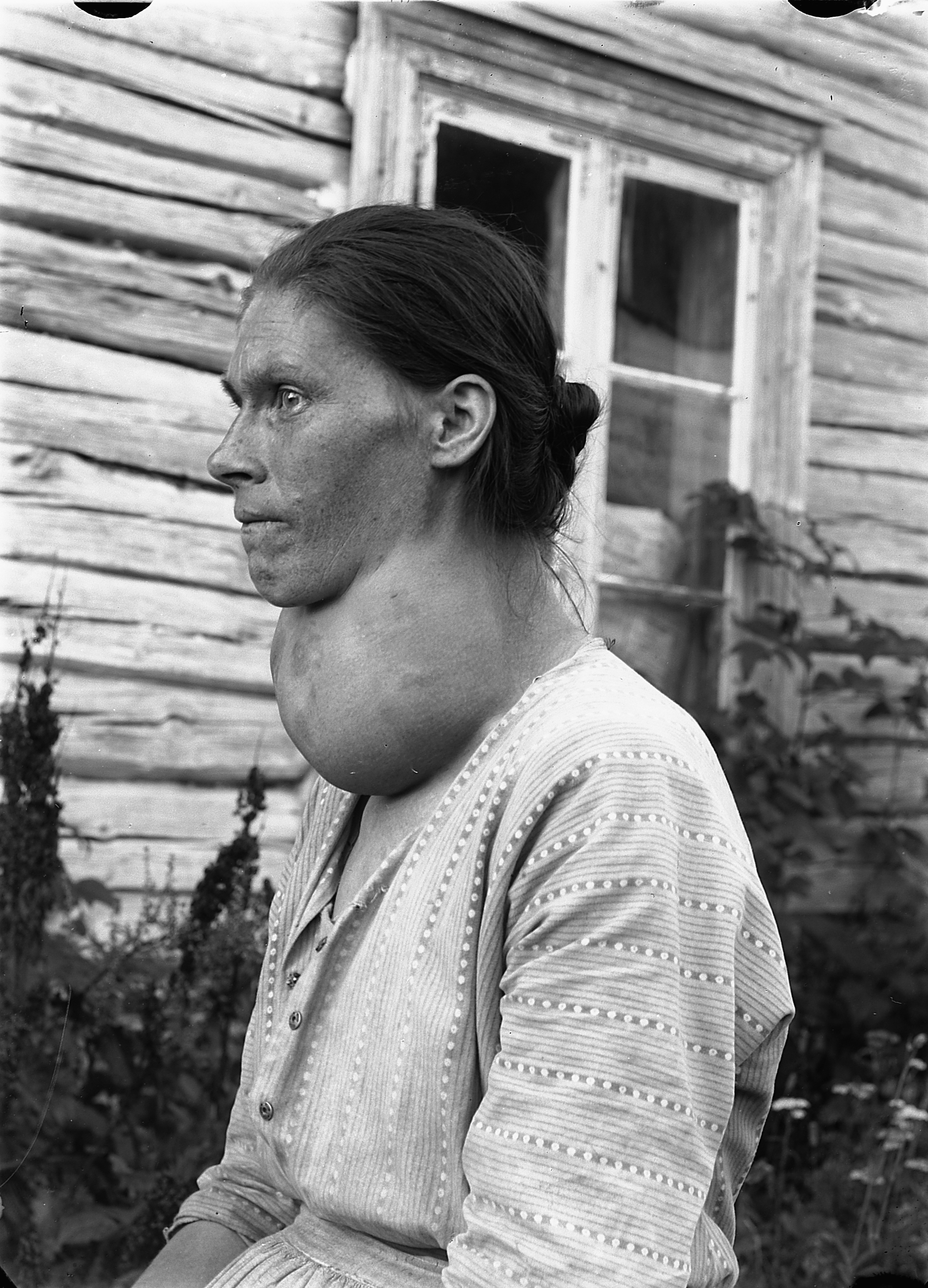
Kobieta z wolem

Wole (łac. struma) – powiększenie tarczycy (objętość tarczycy większa niż 18 ml u kobiet lub 25 ml u mężczyzn) o różnej etiologii. Nie jest ono chorobą samą w sobie, a jedynie objawem klinicznym. Wole są powszechnie spotykane w populacji ogólnej.

## Definicja
Termin „wole” (tarczycy) nie jest jednoznaczny. Może odnosić się do:
- powiększenia tarczycy (przekroczenia górnej normy objętości właściwej do wieku, płci i populacji);
- obecności wyczuwalnych w badaniu fizykalnym guzków tarczycy lub obecności potwierdzonych w badaniu obrazowym zmian ogniskowych o średnicy ponad 1 cm – bez względu na objętość gruczołu – mówi się wówczas o tzw. wolu guzowatym lub wolu guzkowatym;
- obecności tkanki tarczycowej w miejscu niefizjologicznym, bez względu na obecność prawidłowego gruczołu w położeniu prawidłowym – np. wole zamostkowe, wole językowe, wole sercowe, wole jajnikowe.

## Podział

### Umiejscowienie
- szyjne – zlokalizowane w obrębie szyi;
- zamostkowe – wyczuwalne na szyi, schodzi dolnymi biegunami za mostek;
- śródpiersiowe – dolnymi biegunami sięga do śródpiersia, może się mieścić zarówno w śródpiersiu przednim jak i tylnym.

### Czynność
- obojętne (łac. struma neutralis, ang. nontoxic goiter) – wydzielanie hormonów tarczycy nie ulega większemu zaburzeniu;
- nadczynne (łac. struma toxica, ang. toxic goiter) – hormony tarczycy wydzielane są w nadmiarze;
- niedoczynne – występuje niedobór hormonów tarczycy.

### Budowa makroskopowa
- miąższowe – utworzone przez miąższ tarczycy;
- guzkowe – wyczuwalne guzki w gruczole;
- miąższowo-guzkowe – wyczuwalne guzki oraz powiększony miąższ.

### Wielkość
Skala wielkości gruczołu tarczowego (WHO):
- I stopień – tarczyca niewidoczna przy normalnym ustawieniu szyi, uwidacznia się dopiero po odchyleniu głowy do tyłu;
- II stopień – tarczyca widoczna przy normalnym ustawieniu głowy, nie deformuje bocznych zarysów szyi, widoczne uwypuklenie szyi przy oglądaniu z profilu;
- III stopień – tarczyca bardzo duża, widoczna z daleka, deformuje boczne zarysy szyi, mogą wystąpić objawy uciskowe, np. trudności w oddychaniu, ucisk na tchawicę i przełyk, ochrypły głos (ucisk na nerw krtaniowy wsteczny).

## Patogeneza

### Wole obojętne oraz wole niedoczynne
Przyczyną rozrostu tarczycy jest jej odpowiedź na nadmierne pobudzanie przez hormon tyreotropowy (TSH) wytwarzany przez przysadkę. Nadmierna produkcja TSH jest zazwyczaj skutkiem obniżonego poziomu hormonów tarczycy we krwi. Najczęstszą przyczyną niewystarczającej produkcji hormonów tarczycy jest niedobór jodu, pierwiastka będącego ich głównym składnikiem. Inne przyczyny to działanie substancji wolotwórczych, obniżających produkcję hormonów tarczycy, np.: tolbutamid, sulfadiazyna, PAS, rodanki, jod podawany przez długi czas. Zwiększone zapotrzebowanie organizmu na hormony tarczycy (dojrzewanie, ciąża, stres).
Wole endemiczne jest to występowanie wola obojętnego lub niedoczynnego u więcej niż 10% dorosłych mieszkańców danego terenu (więcej niż 5% dzieci w wieku 6–14 lat). Wywołane jest chronicznym niedoborem jodu w pokarmach. Wole endemiczne spotykane było często na terenie Polski. Obecnie praktycznie nie występuje.

### Wole nadczynne
Występuje w przypadku trzech jednostek chorobowych: choroba Gravesa-Basedowa, wole guzkowe nadczynne, gruczolak toksyczny.
Wole guzkowe nadczynne (łac. struma nodosa toxica) występuje najczęściej u osób, które przez lata posiadały wole guzkowe obojętne. Można stwierdzić występowanie guzków nadczynnych, obojętnych jak i guzków nieaktywnych. Tarczyca jest twarda, nierówna. Nie stwierdza się szmeru naczyniowego.
Gruczolak toksyczny (łac. adenoma toxicum) to najczęściej pojedynczy guzek, który wymknął się spod kontroli układu podwzgórze – przysadka – tarczyca. Jest to tzw. guzek „gorący”. Wychwytuje on prawie cały jod i na skutek sprzężenia zwrotnego hamuje aktywność pozostałej części gruczołu.

## Wole guzowate

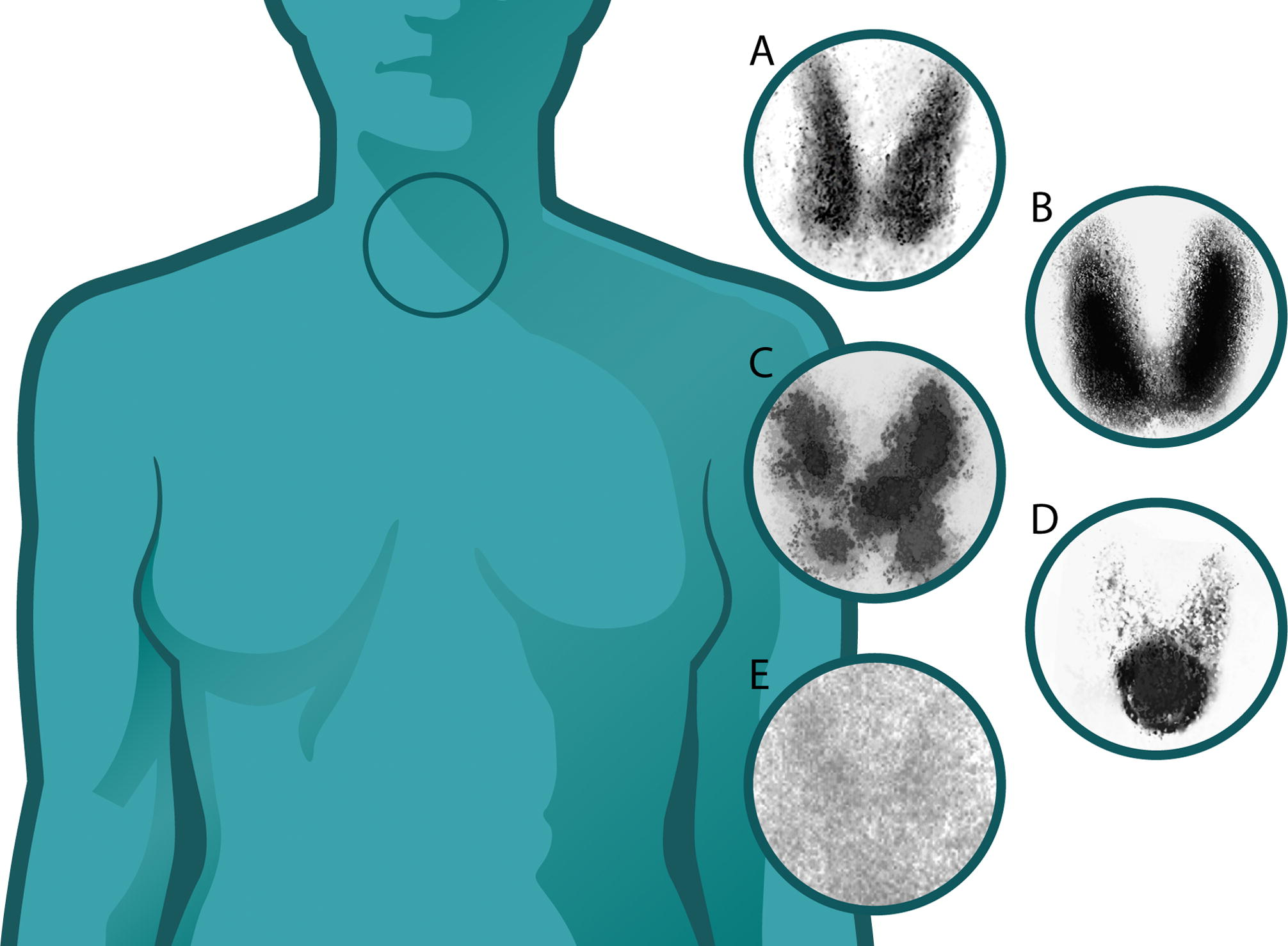
5 różnych scyntygramów gruczołu tarczowego.
A) Prawidłowa tarczyca, B) Choroba Gravesa-Basedowa, C) Wole guzkowe toksyczne (choroba Plummera), D) Gruczolak toksyczny, E) Zapalenie tarczycy

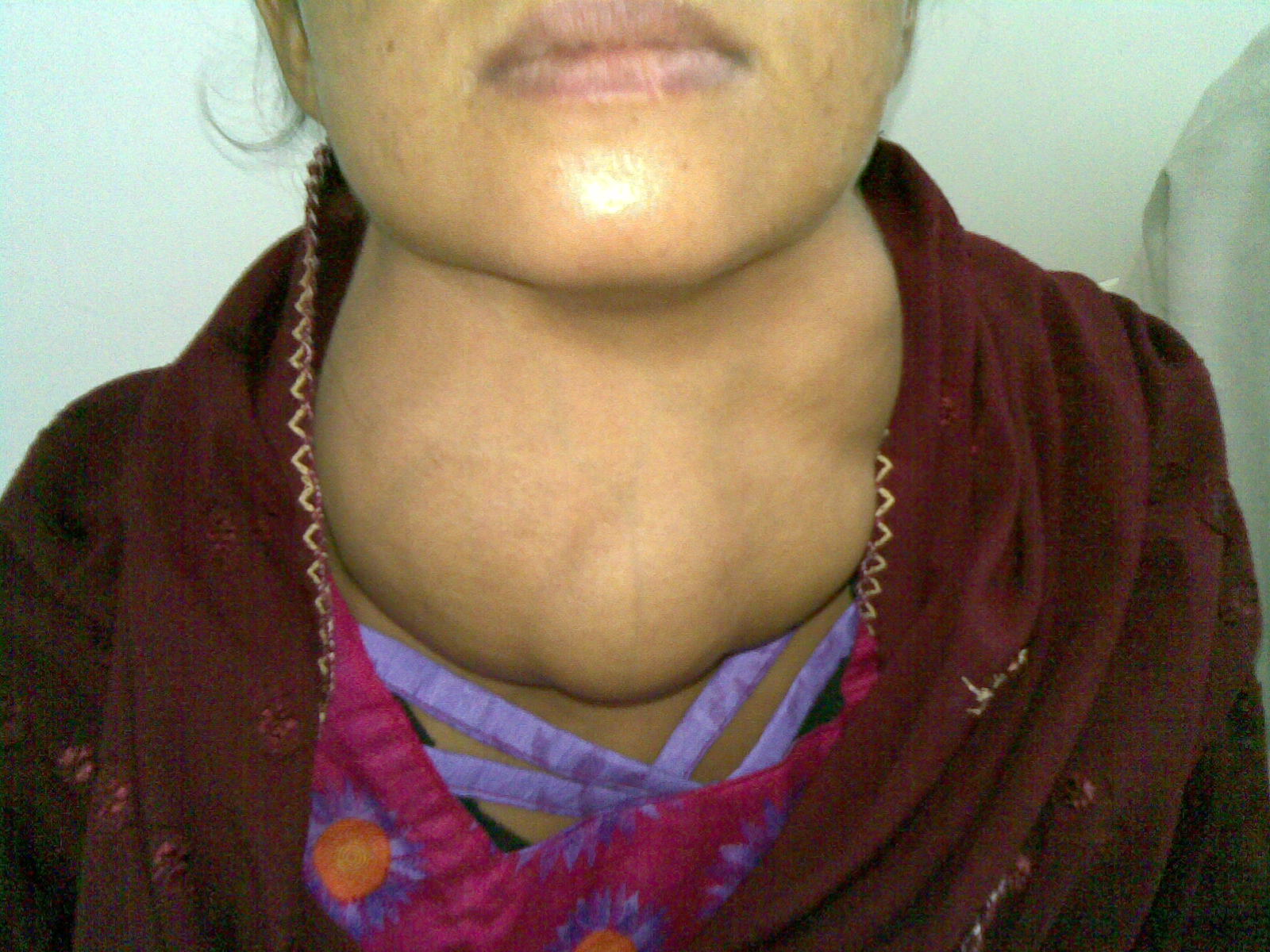
Wole guzkowe u młodej kobiety

Charakterystyczne dla tego rodzaju wola jest występowanie wyczuwalnych bądź też mniejszych 
guzków rozsianych w miąższu tarczycy. Jodochwytność ocenia się w badaniu scyntygraficznym, w którym to przy pomocy gammakamery bada się rozmieszczenie, podanego wcześniej pierwiastka promieniotwórczego, jodu 131. Klasyfikacja guzków opiera się na ich jodochwytności. 
Wyróżnia się:
- guzki „zimne” – nie wychwytują jodu (torbiel, martwica, krwiak, rak);
- guzki „ciepłe” – wychwytują jod w ilości zbliżonej do wychwytu całego miąższu tarczycy;
- guzki „gorące” – wychwytują większość jodu, wytwarzając duże ilości hormonów, hamują wydzielanie TSH w przysadce, powodując zablokowanie wychwytu jodu i wydzielanie hormonów przez pozostałą część miąższu.

## Leczenie
Wole leczy się farmakologiczne i operacyjnie.

### Zachowawcze
W przypadku wola niedoczynnego wywołanego niedoborem jodu stosuje się uzupełnianie diety w ten pierwiastek.
Wole nadczynne leczy się lekami przeciwtarczycowymi lub za pomocą jodu promieniotwórczego.

### Operacyjne
Wskazania do leczenia operacyjnego:
- rak tarczycy;
- wole guzkowe nadczynne;
- wole zamostkowe;
- wole śródpiersiowe;
- duże wole na szyi dające objawy ucisku;
- nawroty choroby w leczeniu zachowawczym;
- oporność na leczenie zachowawcze;
- nadczynność tarczycy w pierwszych miesiącach ciąży.

Przed przystąpieniem do zabiegu operacyjnego, należy zlikwidować nadczynność, jeżeli taka istnieje i doprowadzić chorego do stanu eutyreozy, czyli prawidłowego poziomu hormonów tarczycy. Najcięższym powikłaniem zabiegu operacyjnego, występującym w przypadku wola nadczynnego jest tzw. przełom tyreotoksyczny.

## Klasyfikacja ICD10
| kod ICD10     | nazwa choroby                                                        |
| ------------- | -------------------------------------------------------------------- |
| ICD-10: E01   | Niedoczynność tarczycy z powodu niedoboru jodu i pokrewnych przyczyn |
| ICD-10: E01.0 | Rozlane (endemiczne) wole z powodu niedoboru jodu                    |
| ICD-10: E01.1 | Wieloguzkowe (endemiczne) wole z powodu niedoboru jodu               |
| ICD-10: E01.2 | Wole z powodu niedoboru jodu (endemiczne), nieokreślone              |